# Platygaster oebalus
Platygaster oebalus är en stekelart som beskrevs av Walker 1836. Platygaster oebalus ingår i släktet Platygaster och familjen gallmyggesteklar. Arten är reproducerande i Sverige. Inga underarter finns listade i Catalogue of Life.